# Guillaume Dubois
Guillaume Dubois (6. září 1656 Brive-la-Gaillarde – 10. srpna 1723 Versailles) byl francouzský římskokatolický duchovní, arcibiskup z Cambrai, kardinál a politik.
Navzdory církevním titulům byl znám současníky jako notorický bezbožník. 

## Život

### Dětství a mládí

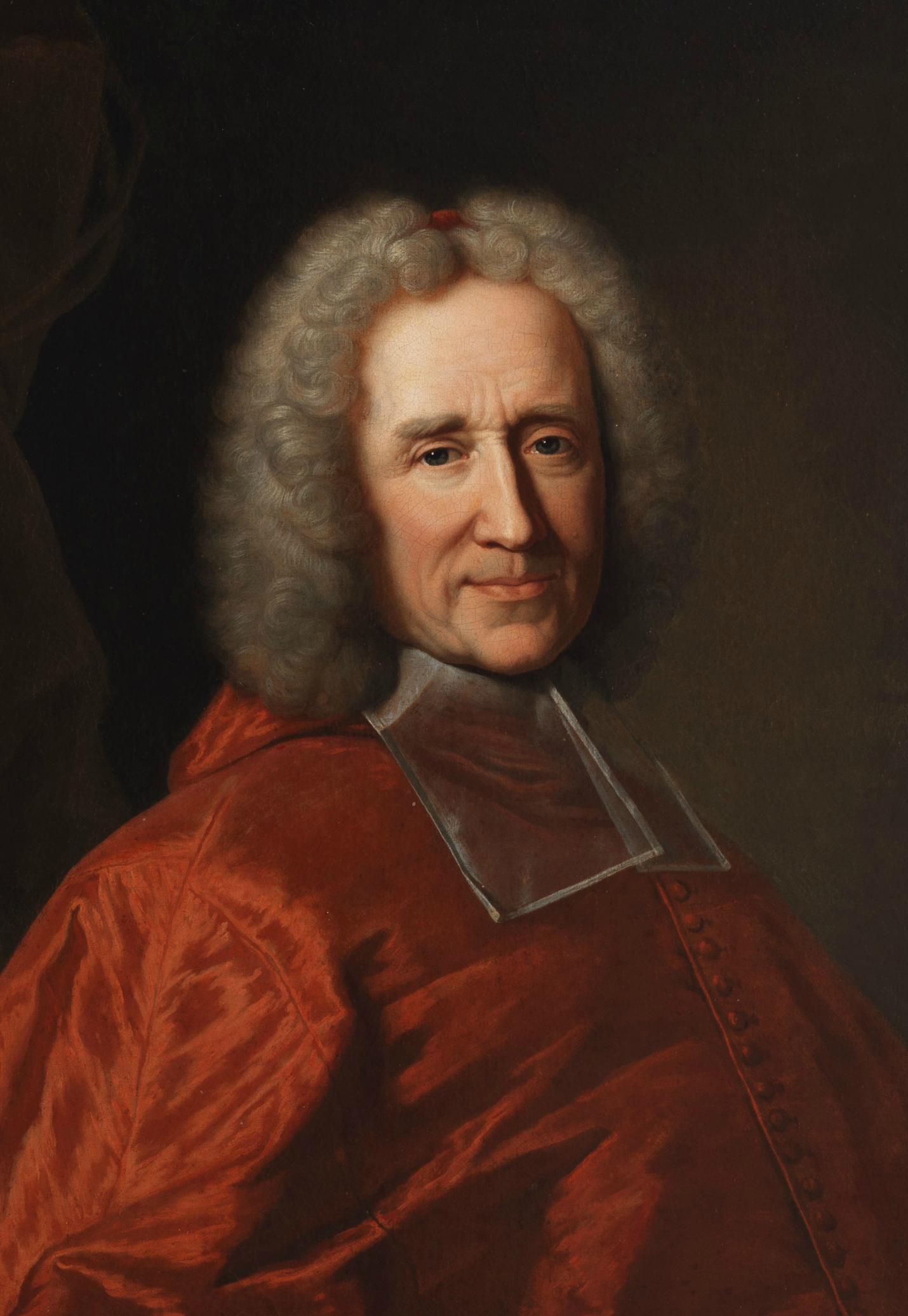
Jeho Eminence Guillaume kardinál Dubois (portrét od Hyacinthe Rigauda, detail)

Guillaume Dubois, třetí v pořadí ze čtyř francouzských kardinálů-ministrů (Richelieu, Mazarin, Dubois, a Fleury), se narodil 6. září 1656 v Brive la Gaillarde v tedejším Francouzském království (dnešní Francie). Svými nepřáteli byl popisován jako syn lékárníka (apatykáře), ve skutečnosti pocházel z rodiny doktora medicíny, který vlastnil i malou drogerii, což bylo v té době nutností pro každého venkovského lékaře.
Navštěvoval školu Prêtres de la doctrine chrétienne, kde ve svých třinácti letech přijal tonzuru. V roce 1672, poté, co dokončil studium filosofie, získal stipendium na vysoké škole St. Michel v Paříži. Ředitel školy, abbé Antoine Faure, které byl ze stejné části země jako Guillaume, se chlapce ujal a poté, co dokončil školu, mu pomohl získat pozici učitele mladého vévody z Chartres (který je známý pod svým pozdějším titulem - Filip II. Orleánský).

### U královského dvora
Guillaume Dubois získal přízeň krále Ludvíka XIV. tím, že pomohl zprostředkovat sňatek mezi Filipem II. Orleánským a Františkou Marií Bourbonskou, která byla legitimizovanou dcerou krále a jeho milenky Madame de Montespan. Za odměnu od krále obdržel opatství Saint Just v Pikardii, kde se stal opatem-komendátorem.
Když se Filip II. stal po smrti Ludvíka XIV. (v r. 1715) regentem místo nezletilého Ludvíka XV. (doba jeho vlády je označována jako Regentství ve Francii - Régence), stal se abbé Dubois (který do té doby pracoval jako jeho sekretář) členem státní rady (sekretářem pro zahraniční záležitosti).
Duboisova politika byla striktně pro udržení Utrechtského míru, čímž se rychle stal nepřítelem španělského kardinála Giulia Alberoniho. Pro potlačení Alberoniových intrik navrhl spojenectví se Spojeným královstvím. Následně proto vznikla tzv. Triple Alliance (r. 1717). Roku 1719 poslal vojska do Španělska Čtverné aliance, která měla za úkol zrušit spojenectví mezi španělským králem Filipem V. a Alberonim. Duboisova činnost zaznamenala úspěch, díky kterému ale nebyl oblíbený u velké části francouzského dvora. Dubois byl také Filipovi II. nápomocen při Cellamarském spiknutí (Conspiration de Cellamare).

### Kariéra
Dubois žádal regenta o místo arcibiskupa v Cambrai. V té době se jednalo o nejbohatší francouzské biskupství, které mělo velký vliv. Tento požadavek podpořil i anglický král Jiří I. a Dubois sám se snažil prosadit se na arcibiskupský stolec zásluhou o potlačení tzv. Pontcallecova spiknutí, a Filip II. nakonec s jeho jmenováním souhlasil. V březnu 1720 byl vysvěcen na kněze, 6. května 1720 byl jmenován arcibiskupem z Cambrai a 9. června 1720 byl vysvěcen. 
Arcibiskup Dubois však měl vyšší ambice a toužil po kardinálské hodnosti, to ale nepodporoval regent. Ač byl sám nevěřící člověk, nepovažoval již dříve Duboise za vhodného kandidáta na arcibiskupský stolec, natož na nositele kardinálské hodnosti. Navíc, v té době, kdy se proslýchalo, že má milenku Claudine Guérin de Tencin.

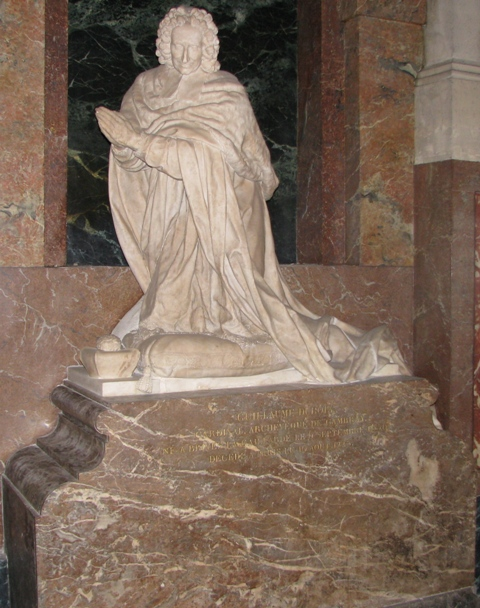
Hrob kardinála Duboise v kostele sv. Rocha v Paříži

Nakonec byl papežem Inocencem XIII. jmenován kardinálem (v červenci 1721). Papežovo zvolení však bylo do značné míry ovlivněno Duboisovými úplatky, stejně jako jeho samotné jmenování kardinálem. V srpnu roku 1722 se stal prvním ministrem. Brzy poté se stal Dubois členem Francouzské akademie, kde zastával pozici Assemblée du Clergé de France.
Když Ludvík XV. dosáhl zletilosti (r. 1723), zůstal Dubois i nadále prvním ministrem. V té době disponoval obrovským bohatstvím, které se mu díky mnoha zastávaným úřadům podařilo nashromáždit (na druhou stranu se jednalo o poměrně malé jmění oproti majetku Conciniho, Richelieua, Mazarina, Fouqueta, nebo Colberta).
Guillaume Dubois měl velice chatrné zdraví, byl zmítán několika nemocemi, které žádaly okamžité operace. Následně zemřel 10. srpna 1723 ve Versailles ve věku 66 let.
Kardinál Dubois byl známý pro své hrubé, nemorální chování a notorickou bezbožnost, dokonce i na smrtelné posteli. Církevní tituly využíval pouze jako prostředek k upevnění společenské prestiže a moci.

## Guillaume Dubois ve filmu
- Ve francouzském filmu Ať začne slavnost... ztvárnil postavu Guillaume Duboise herec Jean Rochefort